# Poey-de-Lescar
Pour les articles homonymes, voir Poey et Lescar (homonymie).
Poey-de-Lescar (en béarnais Poéy-de-Lesca) est une commune française située dans le département des Pyrénées-Atlantiques, en région Nouvelle-Aquitaine.
Le gentilé est Poeyen.

## Géographie

### Localisation
La commune de Poey-de-Lescar se trouve dans le département des Pyrénées-Atlantiques, en région Nouvelle-Aquitaine.
Elle se situe à 12 km par la route de Pau, préfecture du département, et à 8,5 km de Lons, bureau centralisateur du canton de Lescar, Gave et Terres du Pont-Long dont dépend la commune depuis 2015 pour les élections départementales.
La commune fait en outre partie du bassin de vie de Pau.
Les communes les plus proches sont : 
Aussevielle (1,1 km), Siros (1,3 km), Beyrie-en-Béarn (2,4 km), Lescar (3,4 km), Denguin (3,4 km), Arbus (3,5 km), Artiguelouve (3,7 km), Bougarber (5,2 km).
Sur le plan historique et culturel, Poey-de-Lescar fait partie de la province du Béarn, qui fut également un État et qui présente une unité historique et culturelle à laquelle s’oppose une diversité frappante de paysages au relief tourmenté.

### Communes limitrophes
Les communes limitrophes sont  Artiguelouve, Aussevielle, Beyrie-en-Béarn, Bougarber, Lescar, Siros et Uzein.
| Beyrie-en-Béarn | Bougarber      | Uzein  |
| Aussevielle     | Poey-de-Lescar |        |
| Siros           | Artiguelouve   | Lescar |

### Hydrographie
Poey est arrosée par l'Ousse des Bois, affluent du gave de Pau et par l'Uzan, affluent du Luy de Béarn.
Un affluent de l'Ousse des Bois, le canal du Moulin (lui-même alimenté sur la commune par le ruisseau Lagoué), un tributaire de l'Aïgue Longue, le ruisseau le Lata, et un affluent du Rieu Tort, le gave de Malapet, sont également présents sur le territoire de Poey-de-Lescar.

### Climat
Pour des articles plus généraux, voir Climat de la Nouvelle-Aquitaine et Climat des Pyrénées-Atlantiques.
Historiquement, la commune est exposée à un climat de montagne.
En 2020, Météo-France publie une typologie des climats de la France métropolitaine dans laquelle la commune est toujours exposée à un climat de montagne et est dans la région climatique Pyrénées atlantiques, caractérisée par une pluviométrie élevée (>1 200 mm/an) en toutes saisons, des hivers très doux (7,5 °C en plaine) et des vents faibles.
Pour la période 1971-2000, la température annuelle moyenne est de 13,3 °C, avec une amplitude thermique annuelle de 14,1 °C. Le cumul annuel moyen de précipitations est de 1 222 mm, avec 11,1 jours de précipitations en janvier et 8 jours en juillet. Pour la période 1991-2020, la température moyenne annuelle observée sur la station météorologique la plus proche, située sur la commune d'Uzein à 6,19 km à vol d'oiseau, est de 13,7 °C et le cumul annuel moyen de précipitations est de 1 093,8 mm,. Pour l'avenir, les paramètres climatiques de la commune estimés pour 2050 selon différents scénarios d'émission de gaz à effet de serre sont consultables sur un site dédié publié par Météo-France en novembre 2022.

### Milieux naturels et biodiversité

#### Réseau Natura 2000
Le réseau Natura 2000 est un réseau écologique européen de sites naturels d'intérêt écologique élaboré à partir des Directives « Habitats » et « Oiseaux », constitué de zones spéciales de conservation (ZSC) et de zones de protection spéciale (ZPS).
Un site Natura 2000 a été défini sur la commune au titre de la « directive Habitats », : 
- le « gave de Pau », d'une superficie de 8 194 ha, un vaste réseau hydrographique avec un système de saligues[Note 4] encore vivace[19] et une au titre de la « directive Oiseaux »[18],[Carte 2] :
- le « barrage d'Artix et saligue du gave de Pau », d'une superficie de 3 360 ha, une vaste zone allongée bordant les saligues du gave[Note 4], et incluant des terres agricoles et urbaines en amont d'un barrage[20].

#### Zones naturelles d'intérêt écologique, faunistique et floristique
L’inventaire des zones naturelles d'intérêt écologique, faunistique et floristique (ZNIEFF) a pour objectif de réaliser une couverture des zones les plus intéressantes sur le plan écologique, essentiellement dans la perspective d’améliorer la connaissance du patrimoine naturel national et de fournir aux différents décideurs un outil d’aide à la prise en compte de l’environnement dans l’aménagement du territoire.
Une ZNIEFF de type 1 est recensée sur la commune, : 
le « lac d'Artix et les saligues aval du gave de pau » (779,72 ha), couvrant 12 communes du département et une ZNIEFF de type 2,, : 
le « réseau hydrographique du gave de Pau et ses annexes hydrauliques » (3 000,84 ha), couvrant 71 communes dont 10 dans les Landes, 59 dans les Pyrénées-Atlantiques et 2 dans les Hautes-Pyrénées.

## Urbanisme

### Typologie
Au 1er janvier 2024, Poey-de-Lescar est catégorisée ceinture urbaine, selon la nouvelle grille communale de densité à sept niveaux définie par l'Insee en 2022.
Elle appartient à l'unité urbaine de Pau, une agglomération intra-départementale regroupant 55  communes, dont elle est une commune de la banlieue,,. Par ailleurs la commune fait partie de l'aire d'attraction de Pau, dont elle est une commune de la couronne,. Cette aire, qui regroupe 227 communes, est catégorisée dans les aires de 200 000 à moins de 700 000 habitants,.

### Occupation des sols

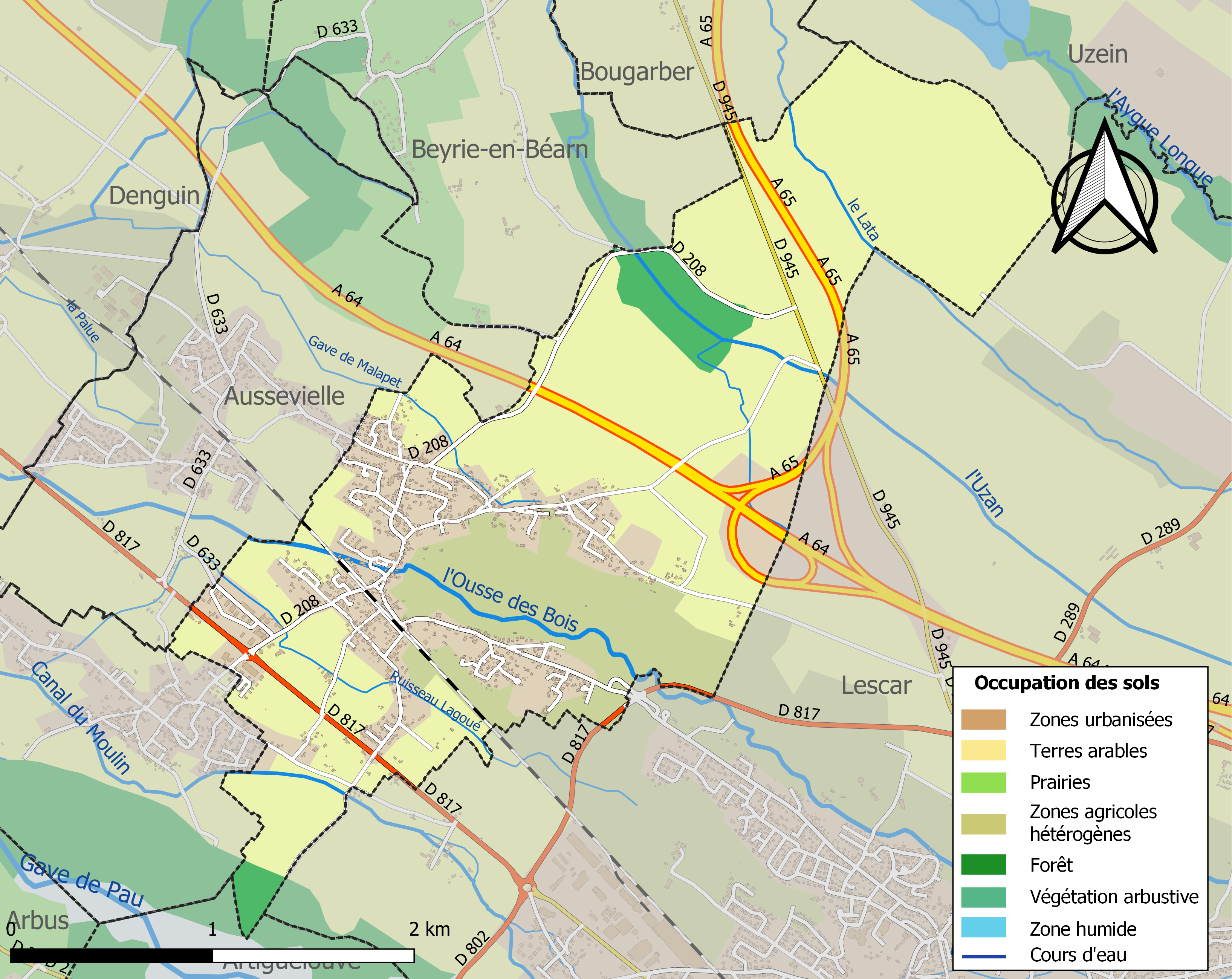
Carte des infrastructures et de l'occupation des sols de la commune en 2018 (CLC).

L'occupation des sols de la commune, telle qu'elle ressort de la base de données européenne d’occupation biophysique des sols Corine Land Cover (CLC), est marquée par l'importance des territoires agricoles (75,2 % en 2018), en diminution par rapport à 1990 (82 %). La répartition détaillée en 2018 est la suivante : 
terres arables (61,6 %), zones urbanisées (17,9 %), zones agricoles hétérogènes (13,6 %), forêts (3,9 %), zones industrielles ou commerciales et réseaux de communication (3 %). L'évolution de l’occupation des sols de la commune et de ses infrastructures peut être observée sur les différentes représentations cartographiques du territoire : la carte de Cassini (XVIIIe siècle), la carte d'état-major (1820-1866) et les cartes ou photos aériennes de l'IGN pour la période actuelle (1950 à aujourd'hui).

### Lieux-dits et hameaux
- lous Bas de la Housse ;
- Pont Long.

### Voies de communication et transports
Le village est traversé par l'A64, la route nationale 117, la route départementale 945 et la voie ferrée filant vers Bayonne.
Poey-de-Lescar est desservie par le réseau de bus Idelis :
- Poey-de-Lescar — Z.A. D817 / Lescar — Collège S. Palay ↔ Idron — Mairie

La commune est également desservie par le réseau d'autocars interurbains des Pyrénées-Atlantiques :
- Pau — Rue Mathieu Lalanne ⥋ Orthez — Gare SNCF
- Pau — Centre Hospitalier ⥋ Mourenx — Canastel

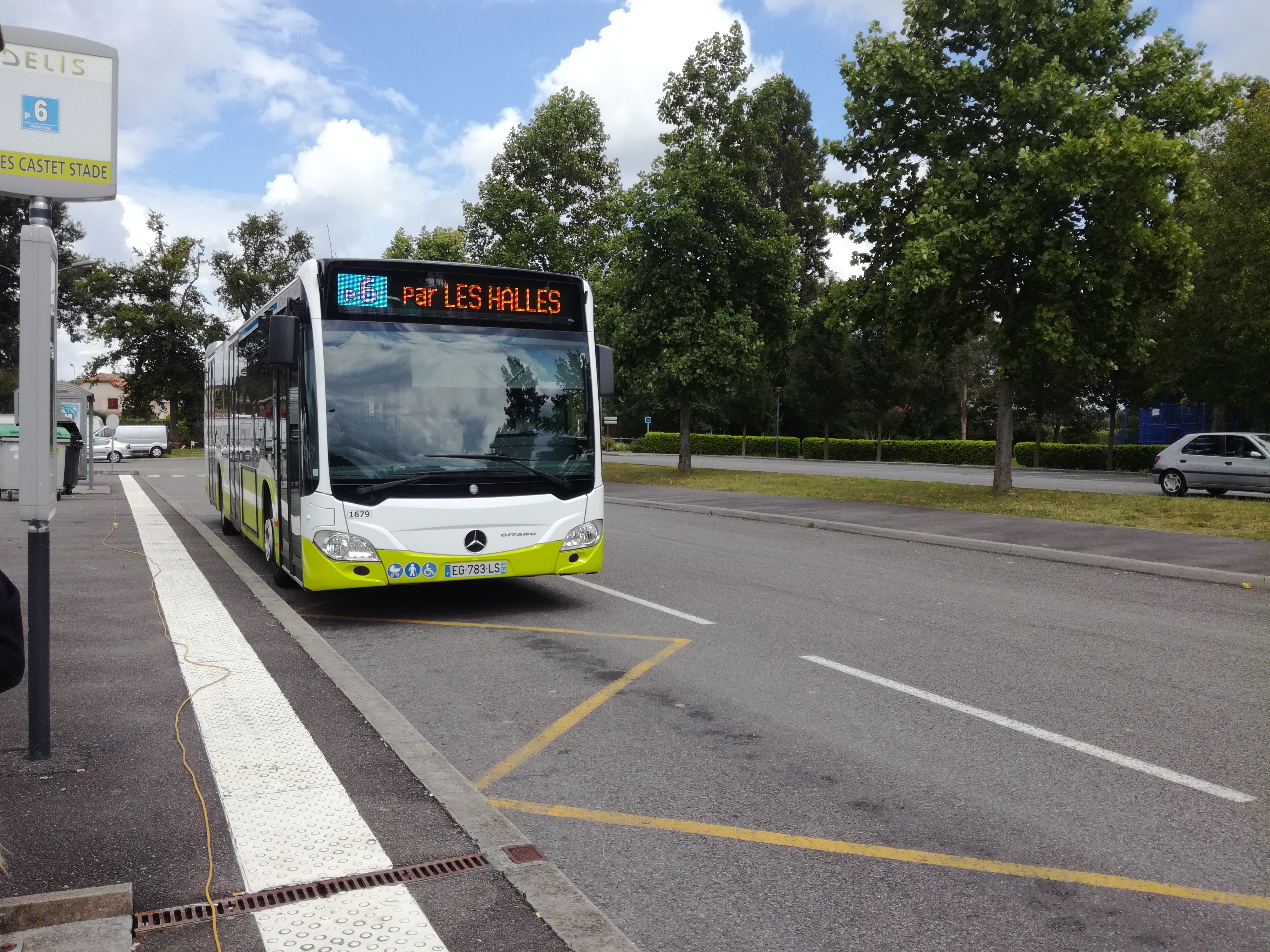
Bus du réseau Idelis

### Risques majeurs
Le territoire de la commune de Poey-de-Lescar est vulnérable à différents aléas naturels : météorologiques (tempête, orage, neige, grand froid, canicule ou sécheresse), inondations et séisme (sismicité moyenne). Il est également exposé à un risque technologique, le transport de matières dangereuses. Un site publié par le BRGM permet d'évaluer simplement et rapidement les risques d'un bien localisé soit par son adresse soit par le numéro de sa parcelle.

#### Risques naturels
La commune fait partie du territoire à risques importants d'inondation (TRI) de Pau, regroupant 34 communes concernées par un risque de débordement du gave de Pau, un des 18 TRI qui ont été arrêtés fin 2012 sur le bassin Adour-Garonne. Les événements antérieurs à 2014 les plus significatifs sont les crues de 1800, crue la plus importante enregistrée à Orthez (H = 15,42 m au pont d'Orthez), du 23 juin 1875, exceptionnelle par son ampleur géographique, des 27 et 28 octobre 1937, la plus grosse crue enregistrée à Lourdes depuis 1875, du 3 février 1952, du 27 janvier 1972 (10,46 m à Orthez pour Q = 725 m3/s), du 28 novembre 1974, du 1er juin 1978 (3,40 m à Rieulhès pour Q = 504 m3/s) et du 19 juin 2013. Des cartes des surfaces inondables ont été établies pour trois scénarios : fréquent (crue de temps de retour de 10 ans à 30 ans), moyen (temps de retour de 100 ans à 300 ans) et extrême (temps de retour de l'ordre de 1 000 ans, qui met en défaut tout système de protection). La commune a été reconnue en état de catastrophe naturelle au titre des dommages causés par les inondations et coulées de boue survenues en 1982, 1988, 1993, 2009 et 2018,.

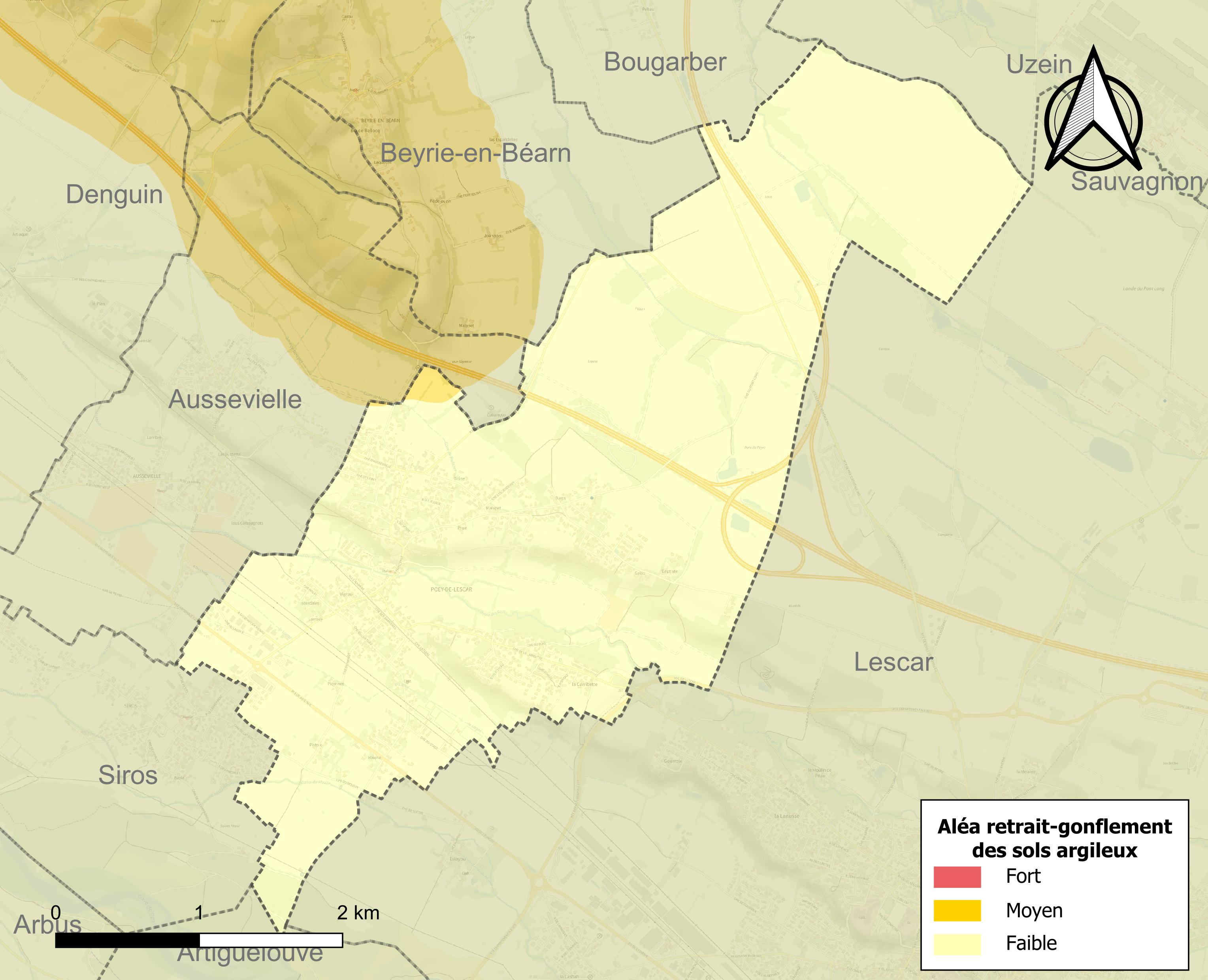
Carte des zones d'aléa retrait-gonflement des sols argileux de Poey-de-Lescar.

Le retrait-gonflement des sols argileux est susceptible d'engendrer des dommages importants aux bâtiments en cas d’alternance de périodes de sécheresse et de pluie. 0,5 % de la superficie communale est en aléa moyen ou fort (59 % au niveau départemental et 48,5 % au niveau national). Depuis le 1er octobre 2020, en application de la loi ELAN, différentes contraintes s'imposent aux vendeurs, maîtres d'ouvrages ou constructeurs de biens situés dans une zone classée en aléa moyen ou fort,.

## Toponymie
Poey évoque un puy ou puig, c'est-à-dire une éminence arrondie, souvent fortifiée dans les temps anciens. Plusieurs tumuli repérés sur l'ensemble de la commune témoignent de l'ancienneté de l'occupation des lieux.
Le toponyme Poey est mentionné en 1020 (Pierre de Marca) et apparaît sous les formes Poey de Sales et de France, Poey aupres de Lescar (respectivement 1323 et 1457, cartulaire d'Ossau) et Pouey (1675, réformation de Béarn).
Poey est un des noms les plus représentatifs de la latinité. Il s’agit là du mot béarnais (langue gasconne) Poei ayant évolué du latin podium (éminence) dont nous connaissons une grande variété, même dans le nord de la France (pouy, puy, puch…), il n’est d’ailleurs pas nécessaire d’avoir une hauteur considérable pour mériter ce nom.
Son nom béarnais est Puei-de-Lescar ou Poéy-de-Lesca.

## Histoire
En 1351, le village était sous la dépendance de Raymondius de Podio, chanoine de Lescar (Podio étant la latinisation de Poey).
En 1385, Poey comptait quinze feux (une cinquantaine d’habitants) et se trouvait sous la tutelle de la famille De La Salle, ainsi que Lons et Billère. À cette époque, Poey dépendait du bailliage d'Oloron.

## Politique et administration
| Période                                  | Période | Identité       | Étiquette | Qualité                                    |
| ---------------------------------------- | ------- | -------------- | --------- | ------------------------------------------ |
| Les données manquantes sont à compléter. |         |                |           |                                            |
| 1971                                     | 1977    | Jean Piters    |           |                                            |
| 1977                                     | 2001    | Joseph Teixido | PS        | Menuisier                                  |
| 2001                                     | 2014    | Jean Roca      | PS        | Retraité                                   |
| 2014                                     |         | Pascal Faure   | SE        | Responsable développement dans l'industrie |
| 2020                                     |         | Pierre Soler   | SE        | Retraité                                   |

### Intercommunalité
La commune de Poey-de-Lescar fait partie de cinq structures intercommunales :
- la communauté d'agglomération de Pau Béarn Pyrénées ;
- le SIVU pour le service de soins infirmiers à domicile pour personnes âgées du canton de Lescar ;
- le syndicat AEP de la région de Lescar ;
- le syndicat intercommunal de défense contre les inondations du gave de Pau ;
- le syndicat des 3 cantons pour le traitement des eaux usées.

Poey-de-Lescar accueille le siège du syndicat AEP de la région de Lescar.

## Population et société

### Démographie
L'évolution du nombre d'habitants est connue à travers les recensements de la population effectués dans la commune depuis 1793. Pour les communes de moins de 10 000 habitants, une enquête de recensement portant sur toute la population est réalisée tous les cinq ans, les populations de référence des années intermédiaires étant quant à elles estimées par interpolation ou extrapolation. Pour la commune, le premier recensement exhaustif entrant dans le cadre du nouveau dispositif a été réalisé en 2004.

En 2022, la commune comptait 1 860 habitants, en évolution de +16,54 % par rapport à 2016 (Pyrénées-Atlantiques : +3,78 %, France hors Mayotte : +2,11 %).
| 1793 | 1800 | 1806 | 1821 | 1831 | 1836 | 1841 | 1846 | 1851 |
| ---- | ---- | ---- | ---- | ---- | ---- | ---- | ---- | ---- |
| 362  | 408  | 430  | 460  | 498  | 521  | 501  | 451  | 431  |

| 1856 | 1861 | 1866 | 1872 | 1876 | 1881 | 1886 | 1891 | 1896 |
| ---- | ---- | ---- | ---- | ---- | ---- | ---- | ---- | ---- |
| 418  | 418  | 412  | 413  | 410  | 391  | 390  | 394  | 353  |

| 1901 | 1906 | 1911 | 1921 | 1926 | 1931 | 1936 | 1946 | 1954 |
| ---- | ---- | ---- | ---- | ---- | ---- | ---- | ---- | ---- |
| 336  | 364  | 386  | 331  | 312  | 302  | 304  | 295  | 331  |

| 1962 | 1968 | 1975 | 1982  | 1990  | 1999  | 2004  | 2006  | 2009  |
| ---- | ---- | ---- | ----- | ----- | ----- | ----- | ----- | ----- |
| 357  | 365  | 646  | 1 042 | 1 310 | 1 288 | 1 575 | 1 618 | 1 544 |

| 2014  | 2019  | 2022  | - | - | - | - | - | - |
| ----- | ----- | ----- | - | - | - | - | - | - |
| 1 599 | 1 772 | 1 860 | - | - | - | - | - | - |

La commune fait partie de l'aire d'attraction de Pau.

## Économie
Ràdio País est une station de radio française d'expression occitane créée en 1983, dont le siège était à Poey-de-Lescar. La radio est désormais installée à Pau, avenue des Lilas.

## Culture locale et patrimoine

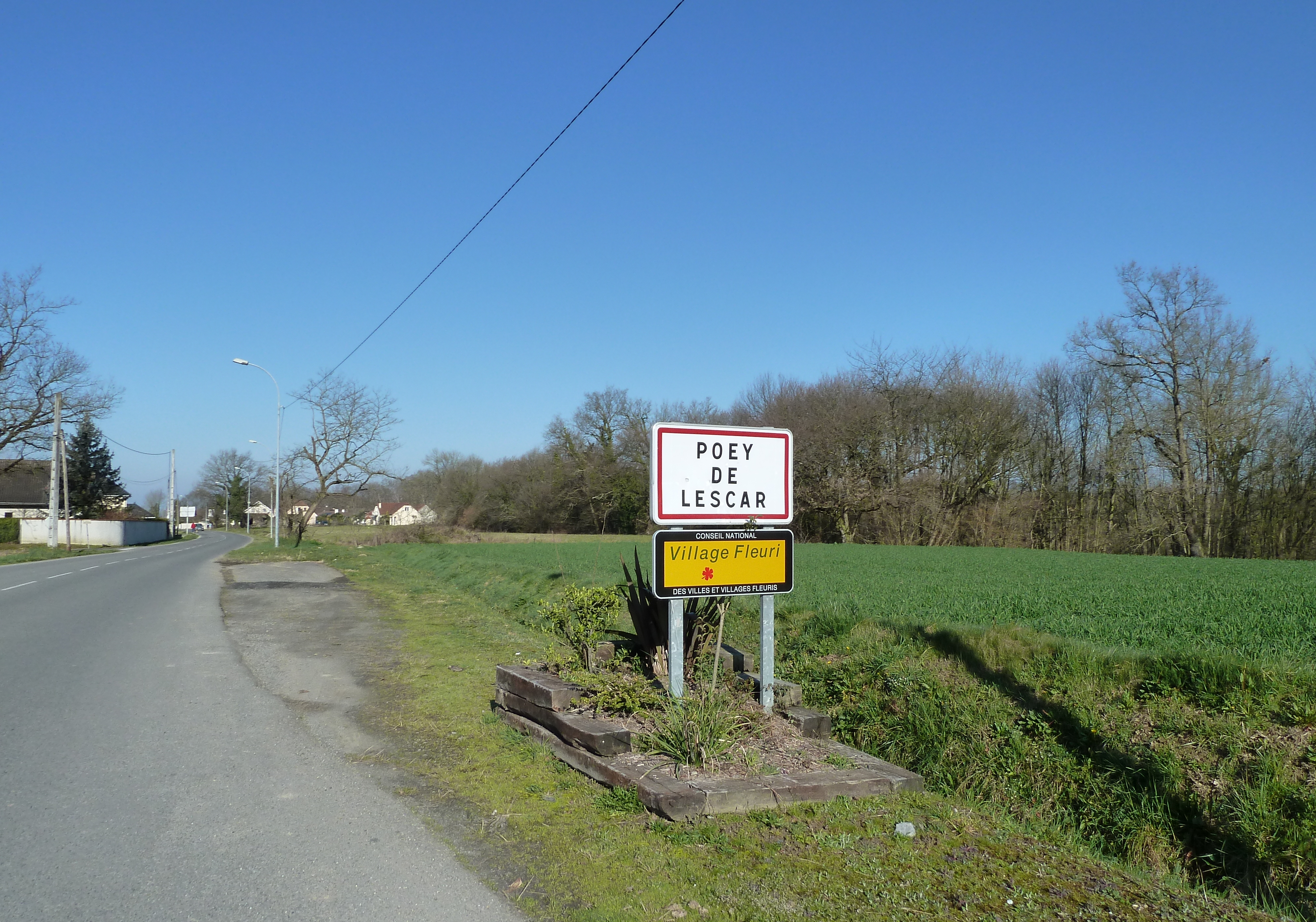
Entrée dans Poey-de-Lescar.
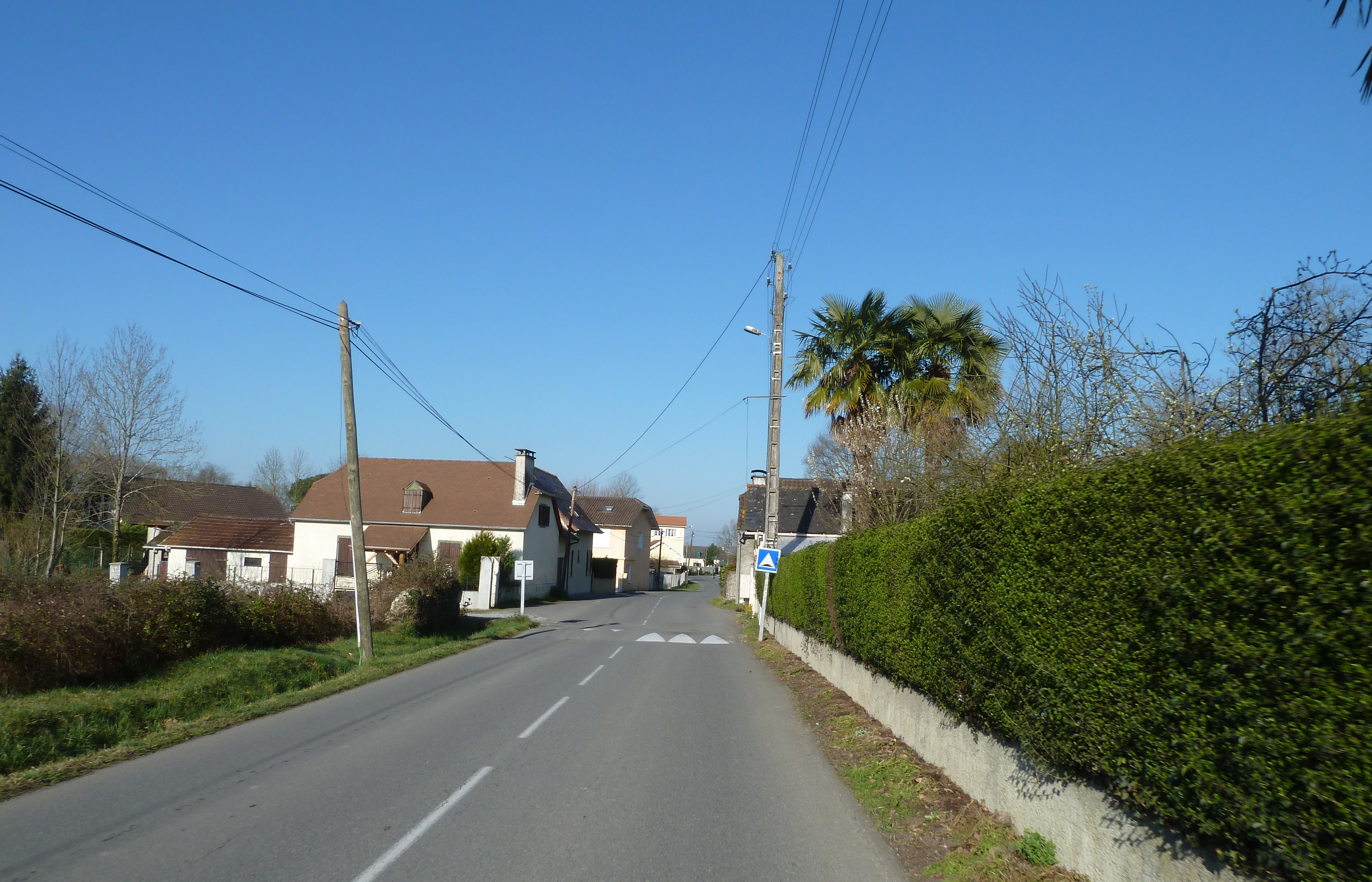
Le bourg.
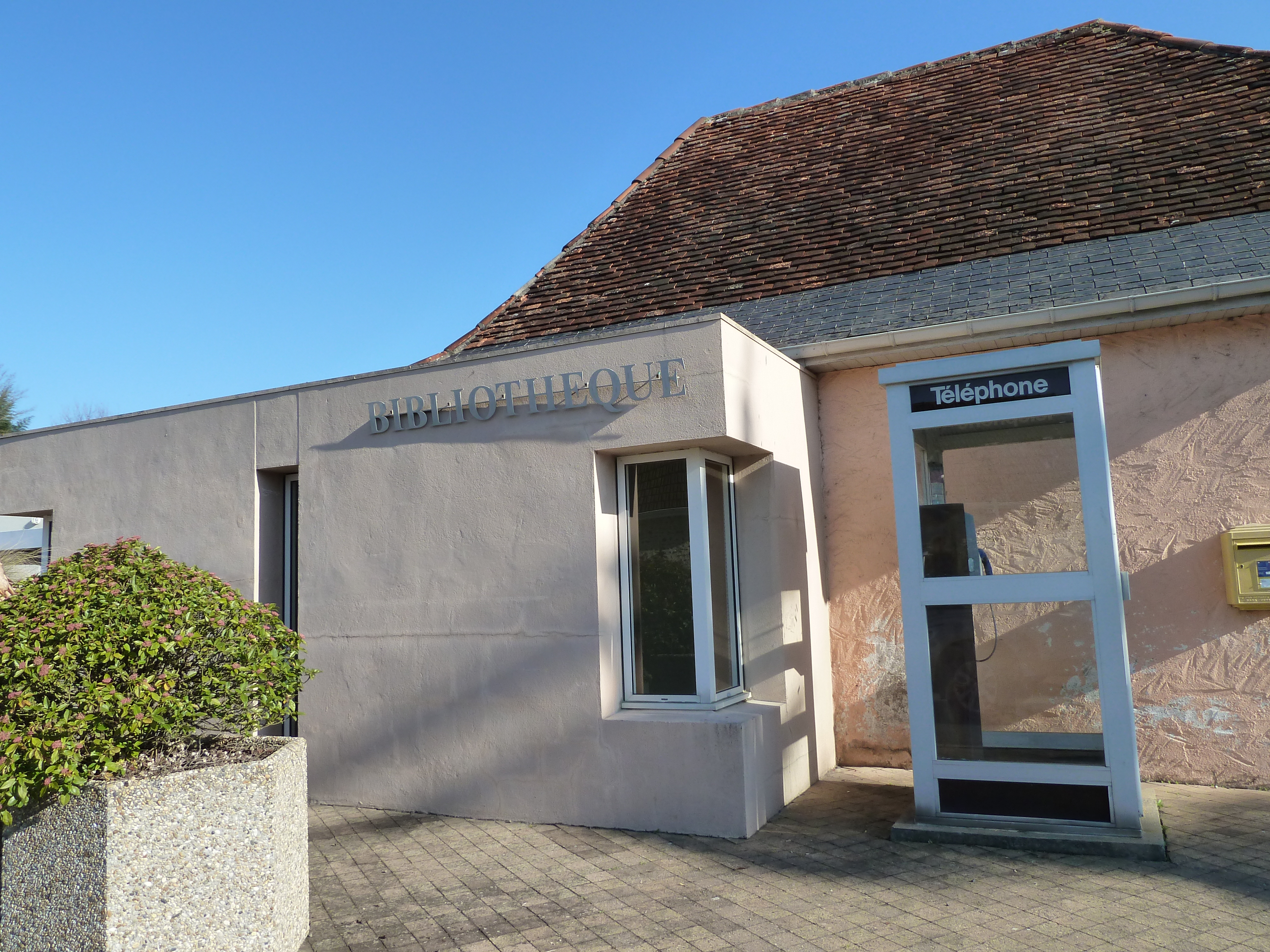
La Bibliothèque.
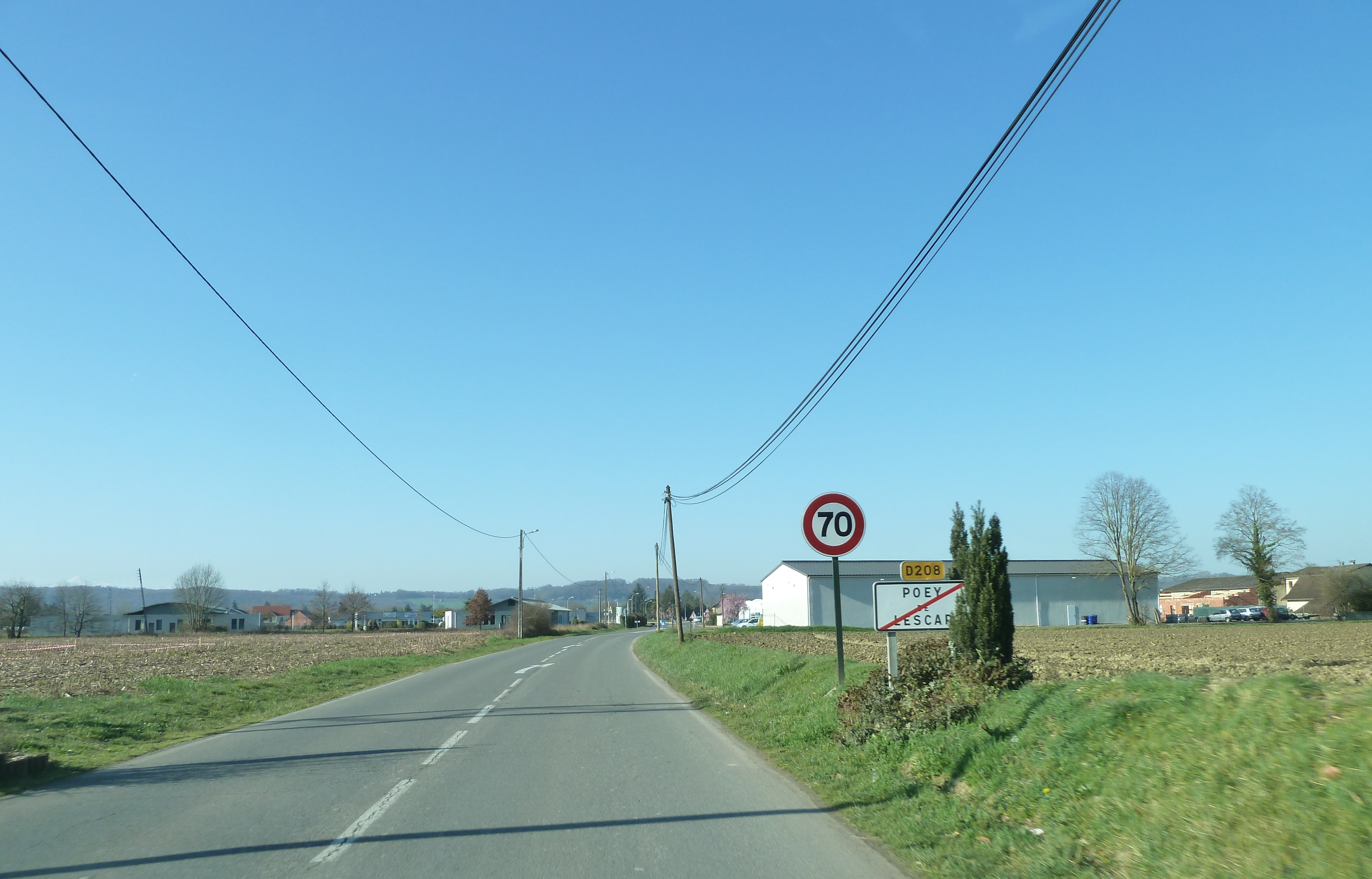
Sortie de Poey-de-Lescar.

La fête communale a lieu le dernier dimanche d'août.

### Patrimoine civil
Le château est une demeure seigneuriale datant de 1769. Ancienne domengeature, sa construction présente un portail avec piliers flanqués d’ailerons sculptés, une toiture en ardoise, six cheminées et lucarnes en capucine.
Un mur de cailloux bien calibrés de la côte de l’église, datant de 1856, aurait longé la voie ferrée Bayonne-Toulouse si le premier projet avait été retenu. En raison des apparitions de Lourdes, le chemin de fer fut construit plus bas, à l’endroit actuel.
La nouvelle place du Herradé remet en mémoire le métier de maréchal-ferrant.
Le pont bascule date de 1923.
On découvre également un vieux lavoir au chemin de la Fontaine, le moulin de Hourquet sur le canal des sept moulins au Baniou et la  maison Grille de 1819 avec son poulailler, devenue aujourd’hui Maison Béarnaise.

### Patrimoine religieux

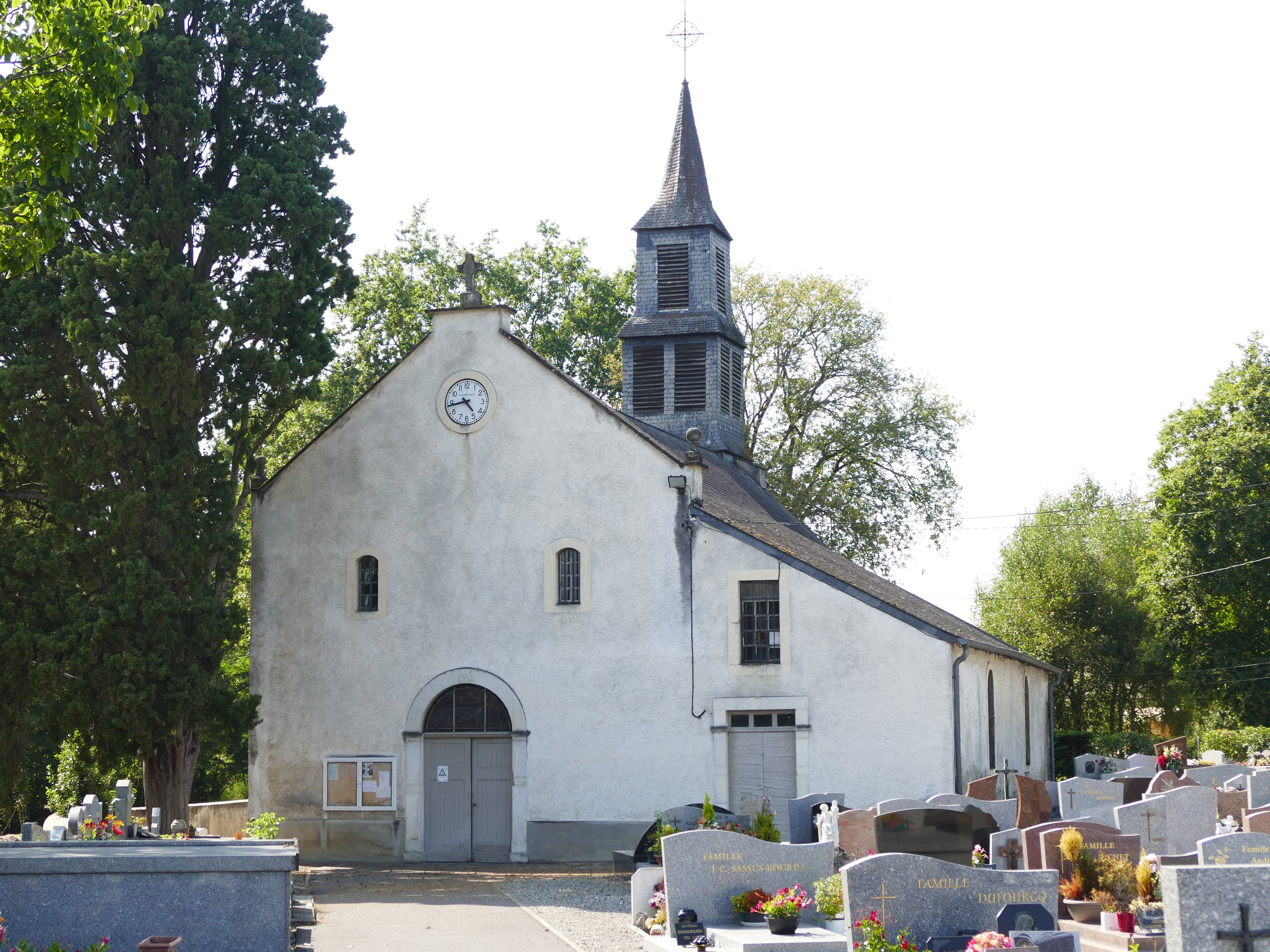
L'église Saint-Jean-Baptiste.

L’église Saint-Jean-Baptiste date du XIXe siècle et son clocher a été récemment restauré.
L’existence de Poey et son église est révélée dans les actes du concile de Limoges en l’an 1037. L’église sera reconstruite en 1816 et consacrée au culte en 1821, puis restaurée en 1954. Les nouvelles cloches datent de 1956 et rythment les cycles de la vie et de la mort. Le vitrail de la porte d’entrée évoque les soldats de Poey morts pour la France durant la première Guerre mondiale : Jean Songeu, Bernard Larrieu, Félix Songeu.

## Équipements
Éducation
La commune dispose d'une école primaire.
Sports et équipements sportifs
Le Challenge Miey de Béarn (course à pied) a eu lieu le 12 juin 2010.

## Personnalités liées à la commune
- Jean Mauboulès, né en 1943 à Poey-de-Lescar, est un sculpteur français.